# Киз куумай

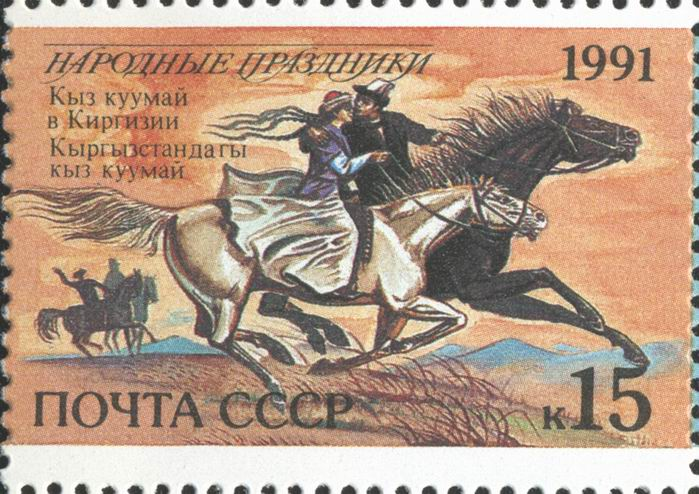
Киз куу. Поштова марка, 1991 р., серія «Народні свята».

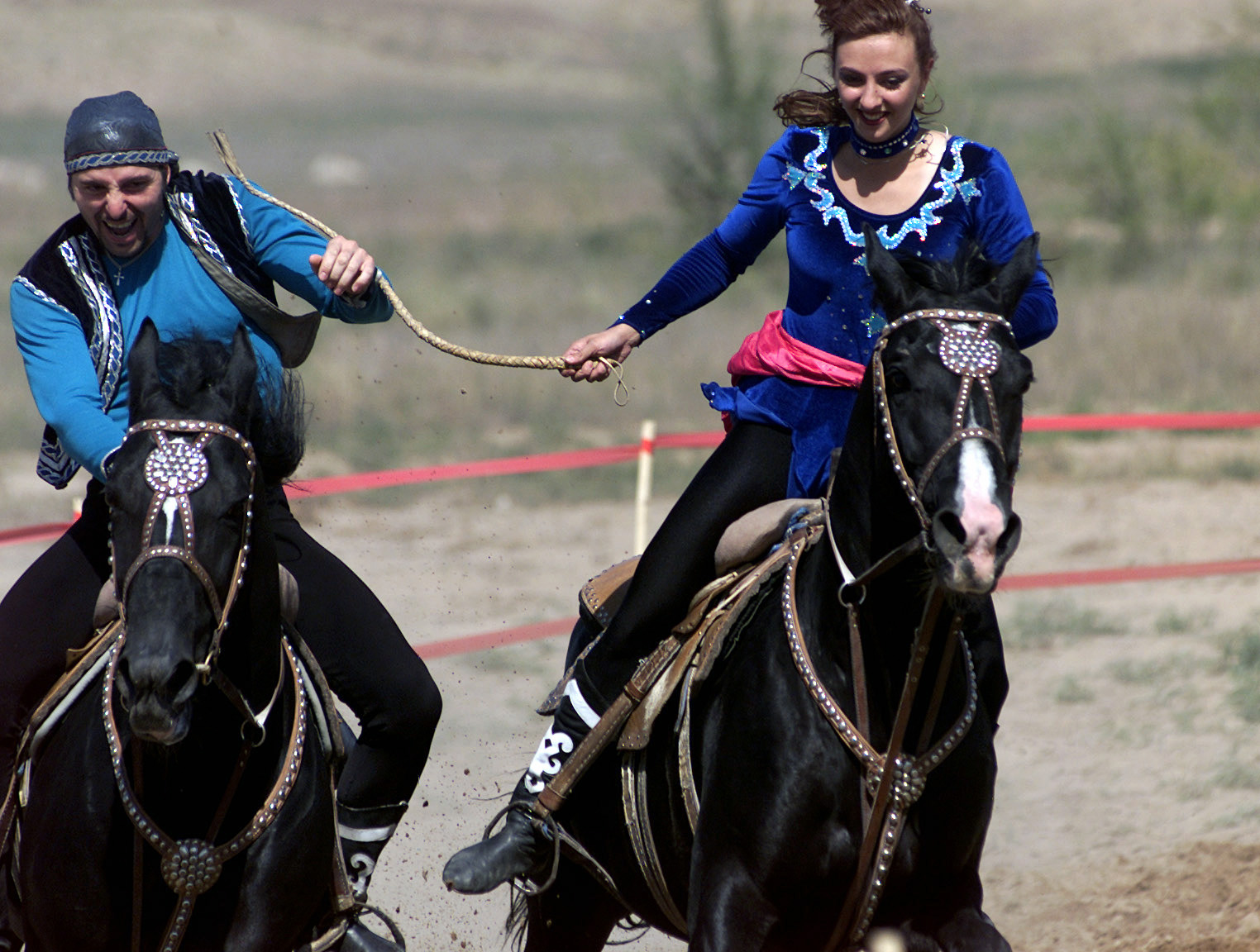
Кінна гра «Киз куумай»

Киз куумай, киз куу (башк. ҡыҙ ҡыуыу, каз. қыз қуу, кирг. кыз куумай, хак. хис хостазах) — поширена в Середній Азії кінна гра.
Киз куумай із тюркських мов перекладається як гонитва за дівчиною. Гра починається з того, що вершник та його супутниця виїжджають на доріжку для перегонів. Дівчина стає на 12-15 метрів попереду. За сигналом судді починаються перегони. Після того, як вона проскаче близько 400 метрів, стартує хлопець. Якщо йому вдається наздогнати дівчину, він отримує право обійняти та поцілувати її на скаку.
Однак у зворотний бік учасники стартують в іншому порядку. Тепер юнак отримує фору, а дівчина має його наздогнати. Якщо це їй вдасться, вона має право бити його батогом.
На основі гри в народі поширений танець Киз куу.